# Quartier de la Plaine-de-Monceaux

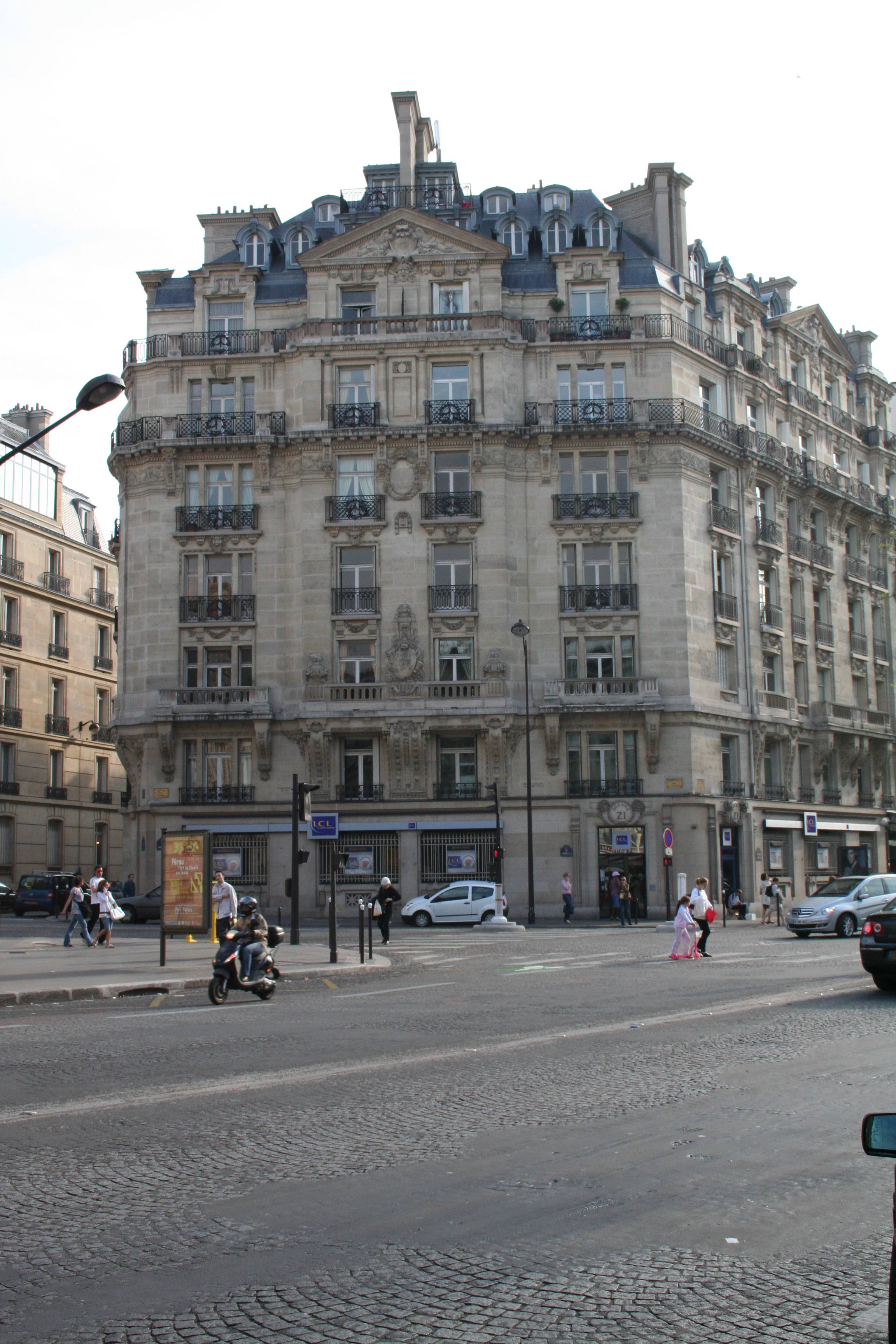
Boulevard Courcelles

Quartier de la Plaine-de-Monceaux (čtvrť Planina Monceaux) je 66. administrativní čtvrť v Paříži, která je součástí 17. městského obvodu. Má lichoběžníkovitý půdorys a rozlohu 138,4 ha. Jejími hranicemi jsou ulice Rue d'Héliopolis, Rue Rennequin, Rue Poncelet a Rue des Renaudes na jihozápadě, Boulevard périphérique na severozápadě, Avenue de la Porte d'Asnières, Rue de Tocqueville a Rue de Levis na severovýchodě a Boulevard de Courcelles na jihu.
Čtvrť nese jméno staré vesnice Monceau, která se zde rozkládala. Místo bylo jen řídce osídlené, během Velké francouzské revoluce měla vesnice jen zhruba 450 obyvatel.

## Vývoj počtu obyvatel
| Rok sčítání | Počet obyvatel | Hustota zalidnění (ob./km²) |
| ----------- | -------------- | --------------------------- |
| 1954        | 56 476         | 40 806                      |
| 1962        | 55 258         | 39 926                      |
| 1968        | 50 132         | 36 223                      |
| 1975        | 44 915         | 32 453                      |
| 1982        | 42 764         | 30 899                      |
| 1990        | 39 338         | 28 423                      |
| 1999        | 38 958         | 28 149                      |